# Comarcas de Andalucía

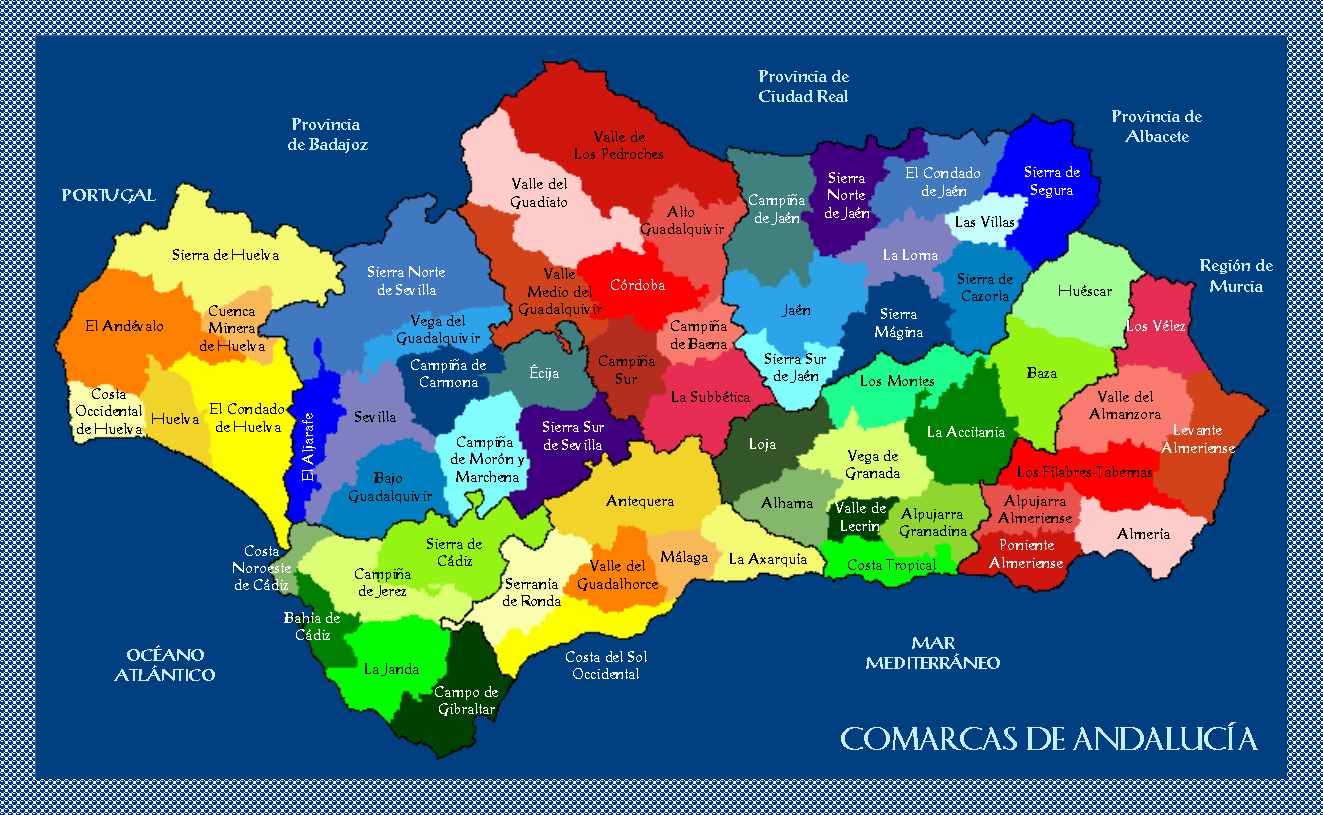
Comarcas de Andalucía

Las comarcas de Andalucía son las demarcaciones territoriales intermedias entre las provincias y los municipios. En el caso de Andalucía, las comarcas no tienen definidas ninguna competencia administrativa, a menos que se trate de la organización supramunicipal de algunos servicios básicos a la manera de mancomunidades, considerando no obstante que los límites de las mancomunidades no tienen por qué coincidir con las de las comarcas. En Andalucía Oriental, especialmente en las provincias de Almería y Granada, la comarca tiene un componente más histórico, cultural y tradicional, y son fácilmente reconocidas e identificadas por la población, a diferencia de Andalucía Occidental donde su creación fue posterior y tienen un componente más geográfico.
En el Estatuto de Autonomía andaluz de 2007, las comarcas vienen reguladas en el artículo 97 del Título III, donde define el significado de comarca y sienta las bases para una futura legislación sobre estas. Hay que destacar que esta referencia a las comarcas, que en el Estatuto de 1981 originó muchos debates, en el de 2007 no dio lugar a especiales enfrentamientos. De hecho el texto final es el mismo que se aprobó en el Informe de la Ponencia del Parlamento de Andalucía del 17 de abril de 2006 sin más cambios que el número del artículo (el 88 en dicho Informe).

Título III. ORGANIZACIÓN TERRITORIAL DE LA COMUNIDAD AUTÓNOMA
Artículo 97. Comarcas

1. La comarca se configura como la agrupación voluntaria de municipios limítrofes con características geográficas, económicas, sociales e históricas afines.

2. Por ley del Parlamento de Andalucía podrá regularse la creación de comarcas, que establecerá, también, sus competencias. Se requerirá en todo caso el acuerdo de los Ayuntamientos afectados y la aprobación del Consejo de Gobierno.
Estatuto de Autonomía de Andalucía

Por otra parte, también está ganando cierta dimensión el desarrollo de los grupos LEADER y PRODER, nacidos con la finalidad de solicitar ayudas europeas para el desarrollo rural. En la actualidad prácticamente la totalidad de los municipios andaluces forman parte de alguno de estos grupos, exceptuando las capitales provinciales y sus áreas metropolitanas. Estos grupos están formados por municipios libremente unidos por sus intereses económicos y están dotados de unos fondos en muchos casos utilizados para la difusión exterior de su identidad. La Consejería de Turismo y Deporte de la Junta de Andalucía publicó en 2003 una orden en la que se define la comarca como «un espacio geográfico con unas características naturales homogéneas, donde se producen unas relaciones sociales de inmediatez y cercanía, y que presentan unas características naturales, económicas y sociales comunes y unos mismos intereses». En dicha orden se definen sesenta y dos comarcas a efectos de planificación de la oferta turística y deportiva.

## Lista de comarcas
| Comarca                      | N.º de Municipios | Superficie (km²) | Población | Densidad (hab./km²) | Ciudad principal       | Provincia | Bandera de Provincia |
| ---------------------------- | ----------------- | ---------------- | --------- | ------------------- | ---------------------- | --------- | -------------------- |
| Alhama                       | 13                | 975,71           | 16842     | 17,26               | Alhama de Granada      | Granada   |                      |
| El Aljarafe                  | 30                | 1136             | 390772    | 344                 | Mairena del Aljarafe   | Sevilla   |                      |
| Alpujarra Almeriense         | 22                | 818              | 14618     | 17,87               | Laujar de Andarax      | Almería   |                      |
| Alpujarra Granadina          | 25                | 1143             | 23145     | 20,30               | Órgiva                 | Granada   |                      |
| Alto Guadalquivir            | 8                 | 1299             | 44931     | 34,6                | Montoro                | Córdoba   |                      |
| El Andévalo                  | 14                | 2510             | 38942     | 15,6                | Valverde del Camino    | Huelva    |                      |
| Antequera                    | 7                 | 1149,75          | 64199     | 55,83               | Antequera              | Málaga    |                      |
| La Axarquía                  | 31                | 1026,7           | 211328    | 205,83              | Vélez-Málaga           | Málaga    |                      |
| Bahía de Cádiz               | 5                 | 607              | 426248    | 702,2               | Cádiz                  | Cádiz     |                      |
| Bajo Guadalquivir            | 30                | 1561             | 147183    | 137,65              | Utrera                 | Sevilla   |                      |
| Baza                         | 8                 | 1715             | 42423     | 24,5                | Baza                   | Granada   |                      |
| Campiña de Baena             | 5                 | 725              | 37055     | 51,11               | Baena                  | Córdoba   |                      |
| Campiña de Carmona           | 4                 | 1138             | 76565     | 67,28               | Carmona                | Sevilla   |                      |
| Campiña de Jaén              | 10                | 1741             | 67904     | 38,9                | Andújar                | Jaén      |                      |
| Campiña de Jerez             | 2                 | 1412             | 217281    | 153,88              | Jerez de la Frontera   | Cádiz     |                      |
| Campiña de Morón y Marchena  | 7                 | 1481             | 93317     | 63                  | Morón de la Frontera   | Sevilla   |                      |
| Campiña Sur Cordobesa        | 11                | 1101             | 106489    | 96,7                | Puente Genil           | Córdoba   |                      |
| Campo de Gibraltar           | 8                 | 1528,6           | 271988    | 177,93              | Algeciras              | Cádiz     |                      |
| Condado de Huelva            | 14                | 2457             | 100294    | 40,8                | Almonte                | Huelva    |                      |
| Condado de Jaén              | 7                 | 1488,11          | 21403     | 14,38               | Santisteban del Puerto | Jaén      |                      |
| Córdoba                      | 1                 | 1253             | 325708    | 260,11              | Córdoba                | Córdoba   |                      |
| Costa Granadina              | 18                | 786,88           | 127963    | 162,62              | Motril                 | Granada   |                      |
| Costa del Sol Occidental     | 9                 | 801,7            | 556857    | 694,59              | Marbella               | Málaga    |                      |
| Costa Noroeste de Cádiz      | 4                 | 360              | 123007    | 341,68              | Sanlúcar de Barrameda  | Cádiz     |                      |
| Costa Occidental de Huelva   | 6                 | 694              | 91886     | 132,4               | Lepe                   | Huelva    |                      |
| Cuenca Minera                | 7                 | 628              | 15551     | 24,76               | Minas de Río Tinto     | Huelva    |                      |
| Écija                        | 5                 | 1238             | 60728     | 50,1                | Écija                  | Sevilla   |                      |
| Filabres-Tabernas            | 18                | 1466             | 14609     | 9,97                | Tabernas               | Almería   |                      |
| Guadalteba                   | 9                 | 791,17           | 24679     | 31,19               | Campillos              | Málaga    |                      |
| Comarca de Guadix            | 26                | 1694             | 42791     | 25,25               | Guadix                 | Granada   |                      |
| Huéscar                      | 6                 | 1814,28          | 15408     | 8,49                | Huéscar                | Granada   |                      |
| La Janda                     | 7                 | 1537             | 87116     | 56,67               | Barbate                | Cádiz     |                      |
| Levante Almeriense           | 13                | 1586             | 93278     | 51,9                | Huércal-Overa          | Almería   |                      |
| Loja                         | 10                | 1305             | 55207     | 48,24               | Loja                   | Granada   |                      |
| La Loma                      | 10                | 1037             | 79371     | 76,5                | Úbeda                  | Jaén      |                      |
| Málaga-Costa del Sol         | 1                 | 398,25           | 578460    | 1428,76             | Málaga                 | Málaga    |                      |
| Metropolitana de Almería     | 9                 | 1159             | 263380    | 227,24              | Almería                | Almería   |                      |
| Metropolitana de Huelva      | 7                 | 848              | 235003    | 277,12              | Huelva                 | Huelva    |                      |
| Metropolitana de Jaén        | 16                | 1755             | 223510    | 128,57              | Jaén                   | Jaén      |                      |
| Metropolitana de Sevilla     | 22                | 1489             | 1219205   | 821,64              | Sevilla                | Sevilla   |                      |
| Los Montes                   | 19                | 1400             | 26420     | 19,32               | Iznalloz               | Granada   |                      |
| Nororma                      | 7                 | 440,31           | 27732     | 62,98               | Archidona              | Málaga    |                      |
| Poniente Almeriense          | 10                | 971              | 259307    | 267,05              | El Ejido               | Almería   |                      |
| Serranía de Ronda            | 22                | 1208             | 51019     | 42,23               | Ronda                  | Málaga    |                      |
| Sierra de Cádiz              | 19                | 1949             | 111128    | 57,01               | Arcos de la Frontera   | Cádiz     |                      |
| Sierra de Cazorla            | 9                 | 1330             | 34138     | 25,5                | Cazorla                | Jaén      |                      |
| Sierra de Huelva             | 29                | 3046             | 39854     | 13,1                | Aracena                | Huelva    |                      |
| Sierra Mágina                | 14                | 1389             | 42172     | 30,5                | Jódar                  | Jaén      |                      |
| Sierra de las Nieves         | 9                 | 635,38           | 22039     | 34,68               | Yunquera               | Málaga    |                      |
| Sierra Morena de Jaén        | 9                 | 1396             | 105848    | 75,6                | Linares                | Jaén      |                      |
| Sierra Norte de Sevilla      | 18                | 3779             | 61329     | 16,23               | Constantina            | Sevilla   |                      |
| Sierra de Segura             | 13                | 1931             | 26587     | 13,8                | Beas de Segura         | Jaén      |                      |
| Sierra Sur de Jaén           | 5                 | 784,27           | 41777     | 53,26               | Alcalá la Real         | Jaén      |                      |
| Sierra Sur de Sevilla        | 19                | 1585             | 88113     | 55,59               | Osuna                  | Sevilla   |                      |
| La Subbética                 | 14                | 1597             | 126802    | 79,4                | Lucena                 | Córdoba   |                      |
| Valle del Almanzora          | 27                | 1406             | 52823     | 34,40               | Albox                  | Almería   |                      |
| Valle del Guadalhorce        | 8                 | 805,82           | 139915    | 173,63              | Coín                   | Málaga    |                      |
| Valle del Guadiato           | 11                | 2493             | 31907     | 12,8                | Peñarroya-Pueblonuevo  | Córdoba   |                      |
| Valle de Lecrín              | 8                 | 461,28           | 22290     | 48,32               | Dúrcal                 | Granada   |                      |
| Valle de los Pedroches       | 17                | 3612             | 56512     | 15,6                | Pozoblanco             | Córdoba   |                      |
| Valle Medio del Guadalquivir | 8                 | 1691             | 69353     | 41,01               | Palma del Río          | Córdoba   |                      |
| Vega de Granada              | 41                | 1363             | 536537    | 393,58              | Granada                | Granada   |                      |
| Vega del Guadalquivir        | 11                | 905,04           | 106067    | 117,31              | Lora del Río           | Sevilla   |                      |
| Los Vélez                    | 4                 | 1145             | 11354     | 9,91                | Vélez-Rubio            | Almería   |                      |
| Las Villas                   | 4                 | 556,38           | 21215     | 38,13               | Villacarrillo          | Jaén      |                      |